# Laura Raquel Müller
Laura Raquel Müller (23 de abril de 2004) es una deportista de Alemania que compite en atletismo. Ganó una medalla de bronce en el Campeonato Europeo de Atletismo Sub-20 de 2023, en la prueba de salto de longitud.

## Palmarés internacional
| Campeonato Europeo Sub-20 | Campeonato Europeo Sub-20 | Campeonato Europeo Sub-20 | Campeonato Europeo Sub-20 |
| Año                       | Lugar                     | Medalla                   | Prueba                    |
| ------------------------- | ------------------------- | ------------------------- | ------------------------- |
| 2023                      | Jerusalén (Israel)        | Medalla de bronce         | Salto de longitud         |